# Alex Sanderson
Pour les articles homonymes, voir Sanderson.
Pas d'image ? Cliquez ici

a Compétitions nationales et continentales officielles uniquement.

b Matchs officiels uniquement.
Dernière mise à jour le 29 septembre 2024.
Alex Sanderson, né le 7 octobre 1979 à Chester (Angleterre), est un joueur international anglais de rugby à XV devenu entraîneur.
Il est le frère cadet de Pat Sanderson, également international.

## Biographie
Alex Sanderson inscrit un essai lors de sa première sélection avec l'équipe d'Angleterre, le 17 novembre 2001 lors d'un match contre la Roumanie (134-0).
En 2005, il prend sa retraite, à la suite de nombreuses blessures.
Depuis 2021, il est le directeur sportif de son ancien club des Sale Sharks.

## Statistiques en équipe nationale
- 5 sélections avec l'équipe d'Angleterre entre 2001 et 2003
- 1 essai (5 points)
- Tournoi des Six Nations disputé : 2003

## Palmarès

### Joueur

#### En club
- Vainqueur du Challenge européen en 2002 avec les Sale Sharks.
- Finaliste de la Coupe d'Angleterre en 2004 avec les Sale Sharks.

#### En équipe nationale
- Vainqueur du Tournoi des Six Nations en 2003 (Grand Chelem) avec l'équipe d'Angleterre.

### Entraîneur
- Finaliste du Championnat d'Angleterre en 2023 avec les Sale Sharks.